# Glénac
Glénac (tiếng Breton: Glenneg) là một xã ở tỉnh Morbihan trong vùng Bretagne tây bắc Pháp. Xã này có diện tích 13,7 km², dân số năm 1999 là 810 người. Khu vực này có độ cao từ 2-87 mét trên mực nước biển.
Cư dân của Glénac danh xưng trong tiếng Pháp là Glénacois.